# Ernst Wagner
Ernst Wagner (Hildburghausen, 14 de agosto de 1876 — Wurtzburgo, 1 de novembro de 1928) foi um físico alemão.
Estudou medicina e física na Universidade de Würzburgo, Universidade de Berlim e Universidade de Munique, obtendo o doutorado sob orientação de Wilhelm Conrad Röntgen em 1903. Foi privatdozent em 1909 e professor extraordinário em 1915 na Universidade de Munique. 